# حبيب حسن توما
حبيب حسن توما (12 ديسمبر 1934 - 1998) كان ملحن فلسطيني، متخصص في علم موسيقى الشعوب. من أبرز علماء الموسيقى العرب في العالم. وقد ولد في الناصرة عام 1934 وأقام في ألمانيا منذ 1963. قام بتأليف عدد من الكتب وكتابة ومقالات عن الموسيقى العربية. توفي في برلين 9 سبتمبر 1998م.